# Augustin Petrechei
Pas d'image ? Cliquez ici

a Compétitions nationales et continentales officielles uniquement.

b Matchs officiels uniquement.
Dernière mise à jour le 15 octobre 2011.
Augustin Petrechei, né le 4 août 1980 à Constanța, est un joueur de rugby à XV roumain. Il joue avec l'équipe de Roumanie depuis 2002, évoluant au poste de deuxième ligne.

## Carrière

### En club
- 2000-2002 : Club athlétique Pontarlier
- 2002-2003 : CS Bourgoin-Jallieu
- 2003-2005 : USA Perpignan
- 2005-2009 : AS Béziers
- 2009-2010 : US Marmande
- 2010-2013 : CA Périgueux
- depuis 2013 : US Bergerac

### En équipe nationale
Il a honoré sa première cape internationale en équipe de Roumanie le 7 septembre 2002 contre l'équipe d'Irlande.

## Palmarès

### En équipe nationale
(au 15.10.2011)
- 21 sélections avec la Roumanie depuis 2002
- 2 essais (10 points)
- Sélections par année : 2 en 2002, 9 en 2003, 4 en 2004, 2 en 2007, 4 en 2009

En coupe du monde :
- 2003 : 3 sélections (Irlande, Argentine, Namibie)

Il a participé au championnat du monde des moins de 19 ans en 1998 et 1999.